# Wojak
Wojak (z Polštiny: Wojak, znamenají Voják), taky známý jako Feels Guy, je internetový mem. Obrázek znázorněn jako jednoduchá, černě načrtnutá kresba holohlavého, tesklivě vyhlížejícího muže, používaná k obecnému vyjádření emocí, jako je melancholie, lítost nebo osamělost.

## Historie
"Wojak" byla původně přezdívka polského uživatele Sebastiana Grodeckiho, na "mezinárodním" anglicky-mluvícím boardu zaniklého německého imageboardu Krautchan. Obrázek, který se později stal známým jako Wojak začal zveřejňovat kolem roku 2010, často doprovázený šablonovou větou "That feel when..." (čes. "Ten pocit když...") spolu s variantami. Obličej i věta "That feel when X" (čes. "Ten pocit když X") pocházejí z polského imageboardu vichan. To se rozšířilo do dalších mezinárodních imageboardů, včetně 4chanu, kde si do roku 2011 získal oblibu obrázek dvou Wojaků objímajících se pod titulkem "I know that feel bro" (čes. "Znám ten pocit brácho"). Wojakova tvář byla také spojena s větou "that feel" (čes. "ten pocit") nebo "that feel when" (čes. "ten pocit když"), často zkracovaný jako "tfw".
Pozdnější varianty často spárovaly Wojaka s původně nepříbuznou postavou žáby Pepe. Vztah mezi těmito postavami se značně lišil v závislosti na umělci, někdy Pepe poskytoval Wojakovi společnost a jindy ho vystavoval násilnému a scatologickému zneužívání.

## Známé varianty

### Brainlet
V roce 2016 se zveřejňování upravených, zesměšňovaných nebo zdeformovaných tváří Wojaka objevil jako způsob kritiky inteligence přispěvatele jako forma Argumentum ad hominem. Běžnou variantou obrázků odvozených z Wojaka zveřejňovány v tomto směru jsou hlavy s neúměrně velkými, vrásčitými mozky, které mají zobrazovat vysokou inteligenci.

### NPC
V říjnu 2018 se Wojak s šedou tváří, špičatým nosem a prázdným, bezemočním výrazem v obličeji, nazván "NPC" Wojak, stal populární vizuální reprezentací pro nehráčské postavy - což jsou obvykle počítačově automatizované postavy ve videohře, určené k zastoupení skutečných lidí, kteří údajně nemohou myslet sami za sebe nebo se sami rozhodovat. NPC Wojak získal online proslulost. Mem získal pozornost médií zpočátku v Kotaku a v The New York Times, díky jeho používání při parodování vnímané stádové mentality amerických levičáků. Toto použití memu bylo přičteno k příznivcům Donalda Trumpa. Okolo 1 500 Twitter účtů falešně vystupující jako liberální aktivisté s NPC memem jako profilový obrázek bylo dočasně omezeno za šíření dezinformací o volbách ve Spojených státech v roce 2018. 13. ledna 2019, konzervativní umělecká skupina známá jako "The Faction" (čes. "Frakce") sabotovala billboard "Real Time with Bill Maher", který nahradil Maherův obraz obrazem NPC Wojaka.

### Coomer
V listopadu 2019 získal "Coomer" Wojak popularitu s trendem "No Nut November". Coomer zobrazoval editaci Wojaka se zanedbanými vlasy a neupravenými vousy, aby zvýšil povědomí o závislosti na pornografii. Mnoho popularity tohoto memu lze připsat "Coomer Pledge", virálnímu internetovému trendu, který vyzýval lidi ke zdržení se masturbace po celý listopad a ke změnění svých profilových obrázků na Coomera, pokud by selhali.

### Doomer
Doomer je obrazové makro a osobnostní archetyp, který se poprvé objevil na 4chanu. Obrázek typicky zobrazuje Wojaka v čepici, kouřícího cigaretu. Archetyp často ztělesňuje nihilismus a beznaděj, s vírou v počínající konec světa kvůli příčinám v rozmezí od klimatické apokalypsy do ropného zlomu do (více místně) závisloti na opiátech. Mem se poprvé objevil na 4chan boardu / r9k / v září 2018.
Související mem, "doomer girl" (čes. "doomer holka"), se začal na 4chanu objevovat v lednu 2020 a brzy se přesunul i do jiných online komunit, včetně Redditu a Tumblru, často ženami, které ho získaly z jeho 4chanových zdrojů. Tento formát je popisován The Atlantic jako "rychle načrtnutý obrázek ženy s černými vlasy, černým oblečením a smutnýma očima s červeným make-upem“. Postava doomer holky se často objevuje v obrazových makrech, která interagují s původní postavou doomera.